# Malle (bagage)
Pour les articles homonymes, voir Malle.

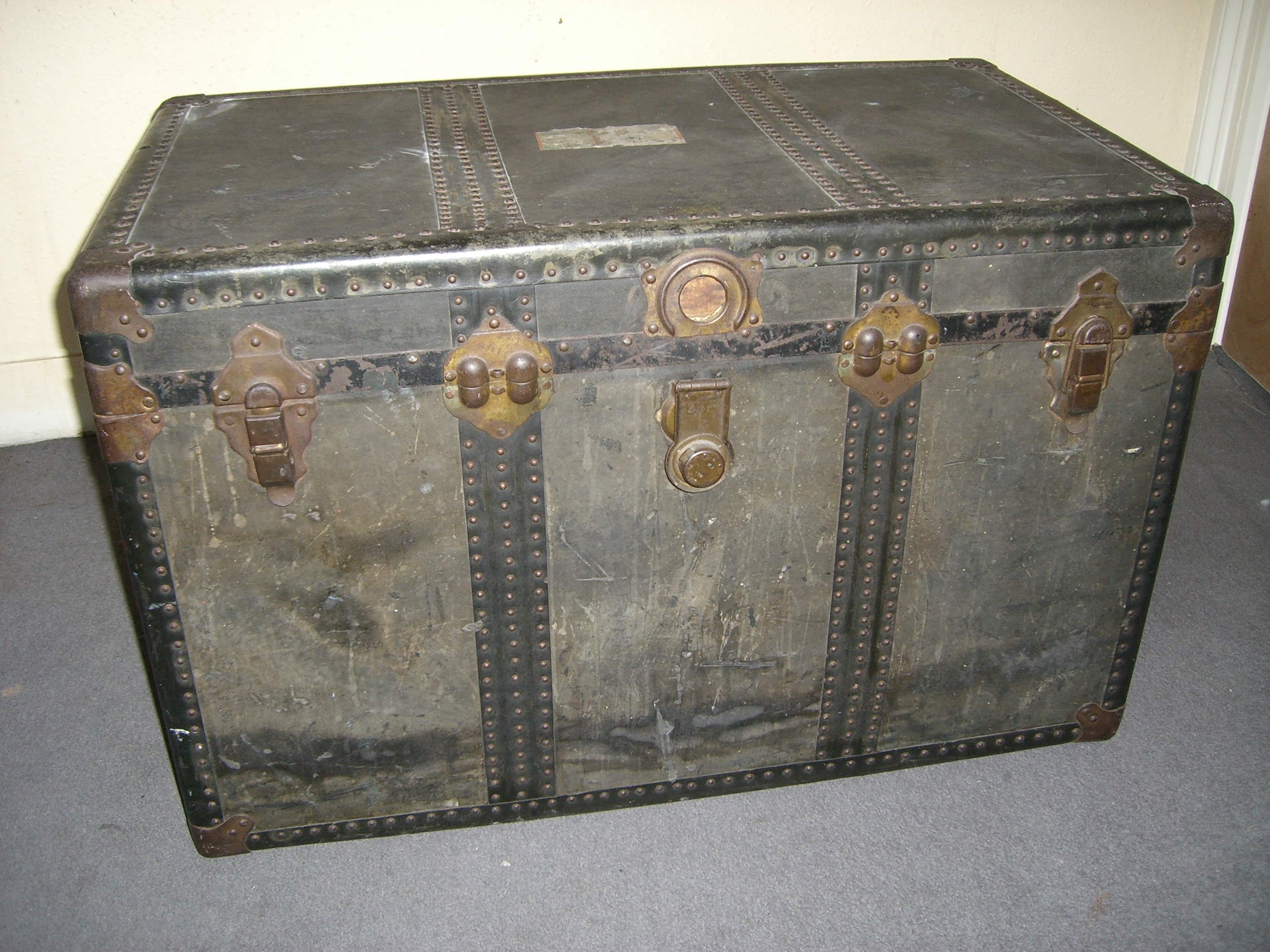
Une malle

Une malle est une sorte de coffre mobile en bois ou en tôle.

## Origine du terme
Le mot date du XIe siècle et est issu du francique malha (ou malaha) signifiant besace.

## Définition
La malle est composée d'un corps de malle (fût) fermant à l'aide d'un couvercle, généralement placé sur le dessus mais parfois à l'avant.
La malle dispose d'une poignée de chaque côté (avec trois poignées on appelle cela une malle valise et avec une poignée une valise). De tout temps l'homme a eu besoin de se déplacer en emportant ses affaires lors de ses voyages. À l'origine les malles sont bombées car le huchier (ouvrier d'un malletier) copiait tout simplement la forme bombée des coffres pour leur conférer une meilleure solidité.

## Synonymie
La malle d'effets personnels d'un officier s'appelle la cantine.

## Évolution

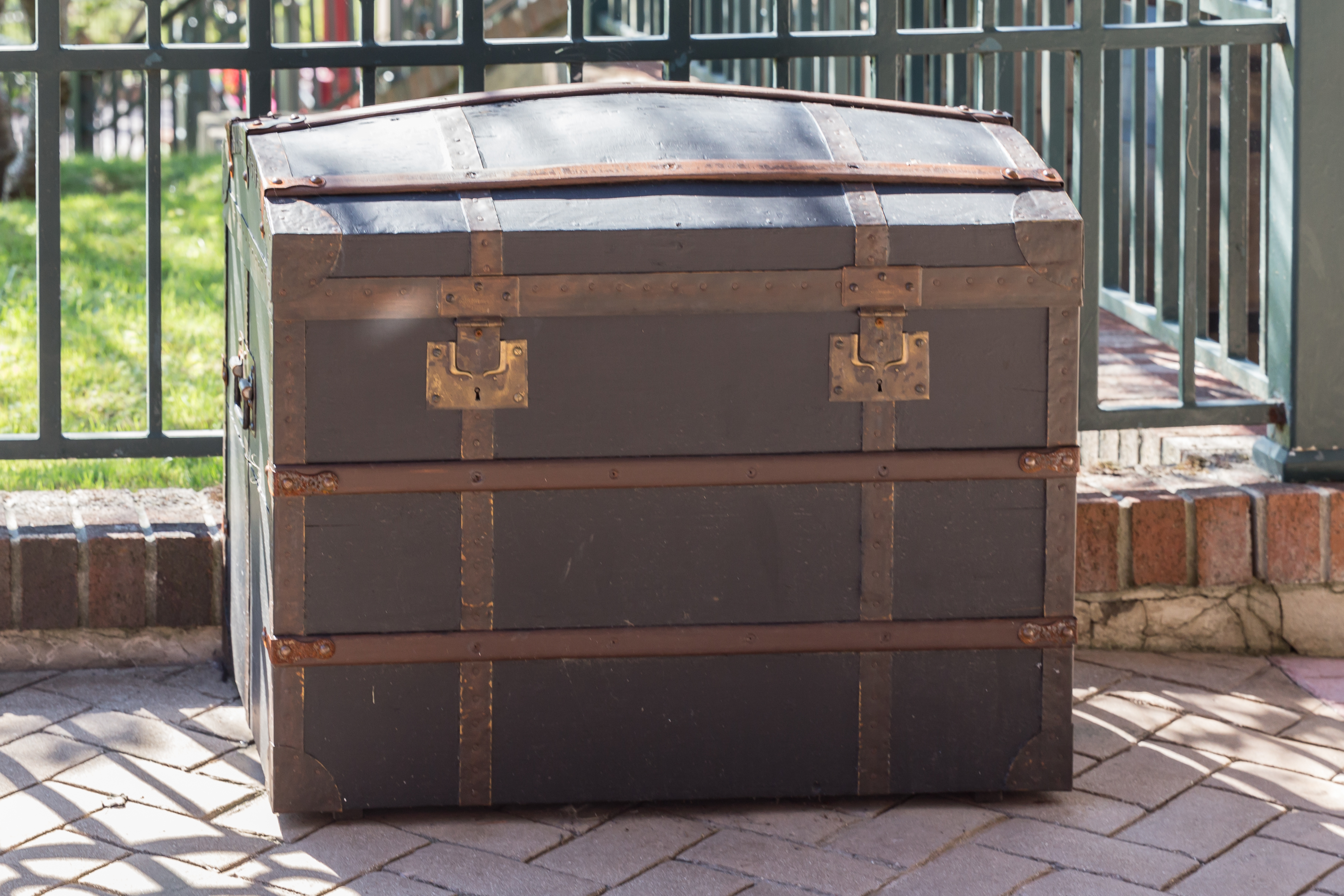
Malle sur le trajet du Disneyland Railroad, une attraction à Disneyland Paris.

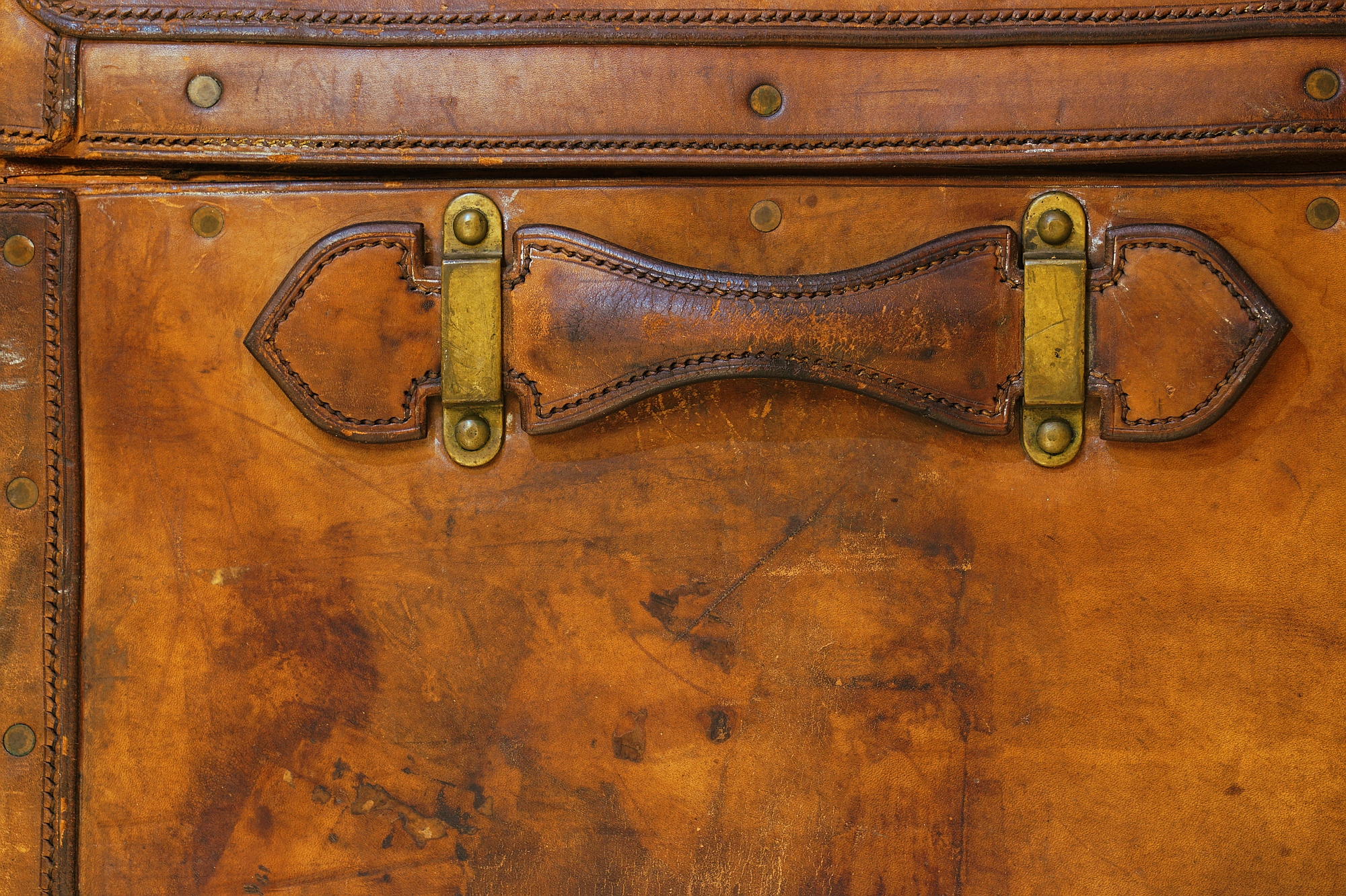
Poignée de malle en cuir du début. Photo février 2023.

Au XVIIe siècle, les voyages vers les colonies et lieux d'exploration, les malles sont fabriquées directement dans les ports avec les bois exotiques ramenés par les navires au retour de leurs voyages ; c'est le début de l'ère du meuble de port et du meuble de marine. Ces malles avaient des formes simples, la construction était robuste, sans fioritures ni moulures, mais avec des renforts métalliques dans les angles et les parties délicates. 
Les malles ont connu un essor important à partir des années 1850. Utilisées dans les grands paquebots de voyage, puis dans les trains, les malles se sont transformées quant à la forme et à la matière, et adaptées à ces modes de transport.
Au milieu du XIXe siècle, Louis Vuitton crée les malles plates (couvercle plat remplaçant le couvercle bombé) qui peuvent, grâce à leur forme, être empilées les unes sur les autres ; puis il conçoit divers modèles correspondant à des usages particuliers : malle lit, malle secrétaire, malle à chaussures, etc.
En 1873, la Maison Moynat crée les malles en osier en France. Le malletier invente des malles spécialement conçues pour l'automobile, comme les malles-limousine. Pour les usages particuliers, Moynat crée aussi des malles en camphrier pour la fourrure.

## Typologie
On distingue :
- Les malles anglaises : ce sont des malles en osier, légères ;
- Les malles automobile : créées pour le transport d’objets pendant les voyages à bord des voitures attelées aux chevaux au XIXe siècle, puis sur les automobiles du début du XXe siècle;
- Les malles bombées : les plus courantes, bombées en deux sens ou 1 seul, elle rappellent la construction d'un tonneau ;
- Les malles plates : elles peuvent s'empiler ;
- Les malles cintrées : dans les années 1930, on créa des malles mi courbes mi plates, en cintrant le bois ;
- Les malles valises : petites malles à 3 poignées, qui peuvent être portées par une ou 2 personnes ;
- Les malles Wardrobe : véritables armoires mobiles, elles comportent casier et cintres ;
- Les malles commodes : ouvertes vers l'avant, elles comportent des tiroirs plus ou moins nombreux ;
- Les malles à chapeaux : on peut y mettre généralement de 1 à 5 chapeaux ;
- Les malles à pique-nique : conçue pour emporter tous les couverts nécessaires à un pique-nique ;
- Les malles cabine : étroites, elle se positionnent sous le lit d'un paquebot.

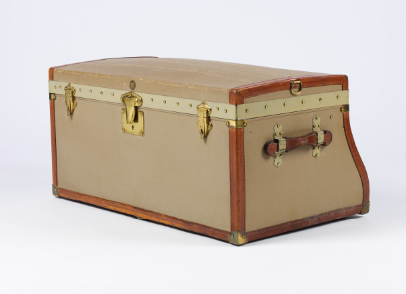
Malle Automobile.
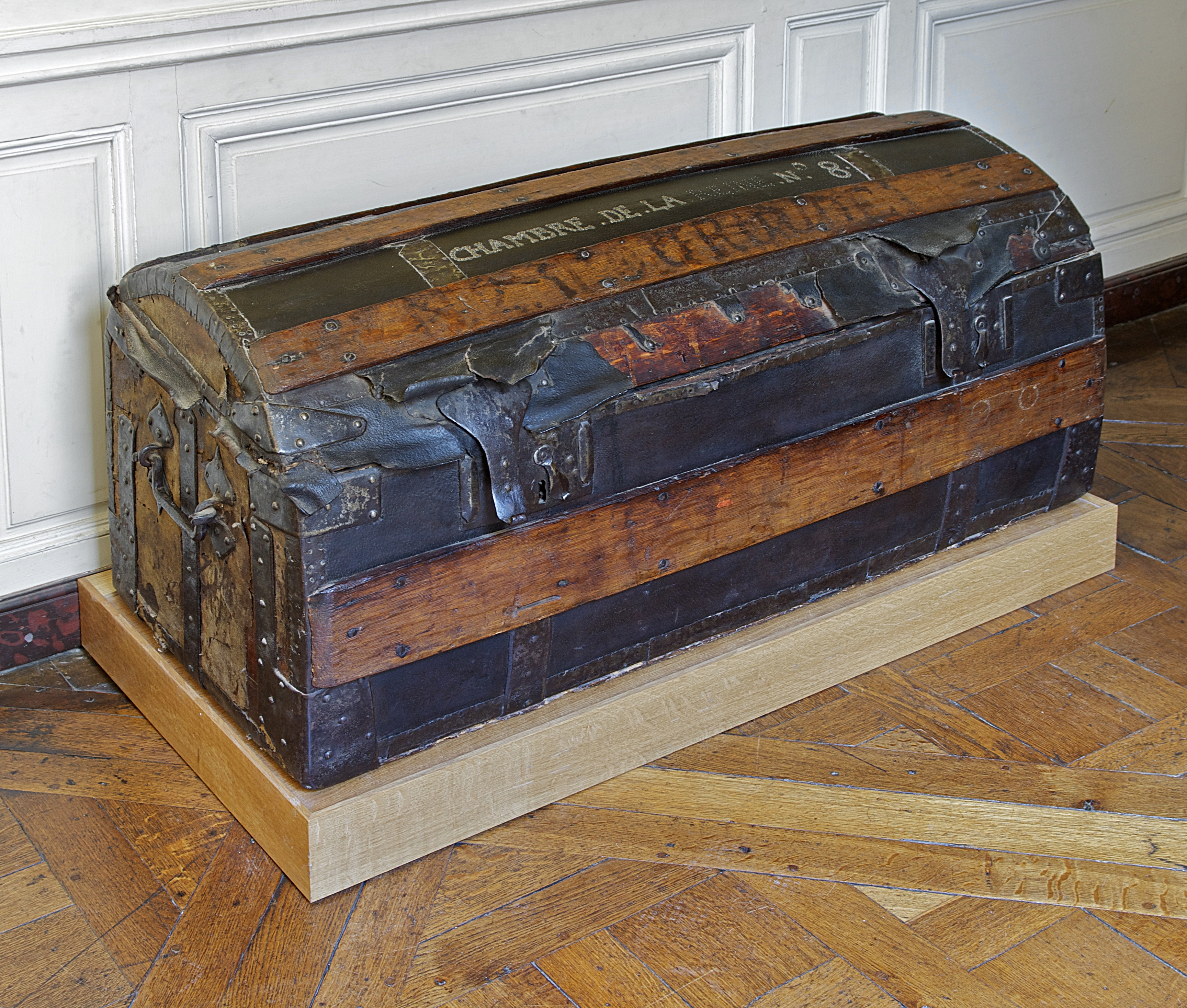
Malle ayant appartenu à la reine Marie-Antoinette.
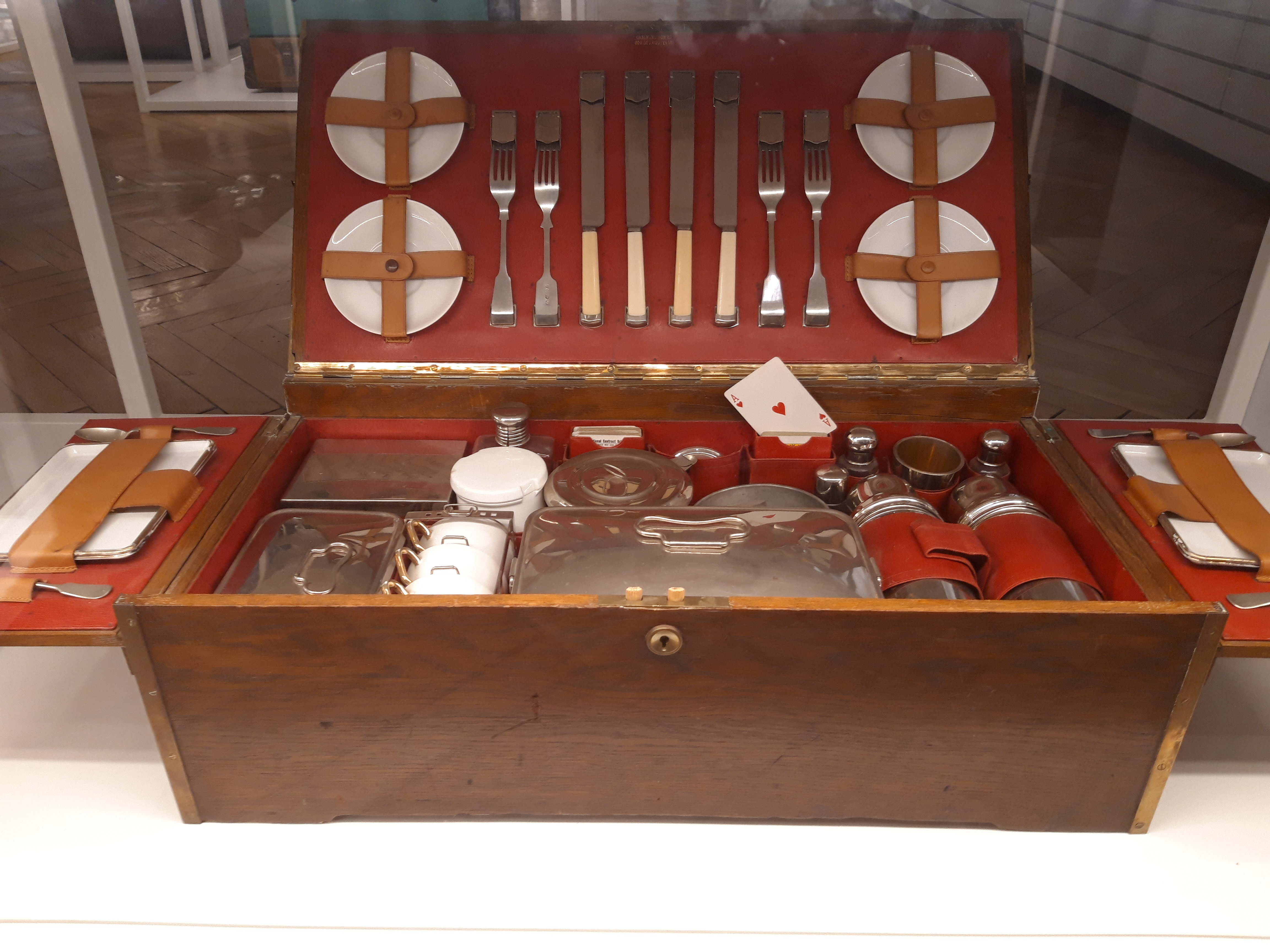
Nécessaire à pique-nique de luxe, 1850, Musée du bagage à Haguenau.
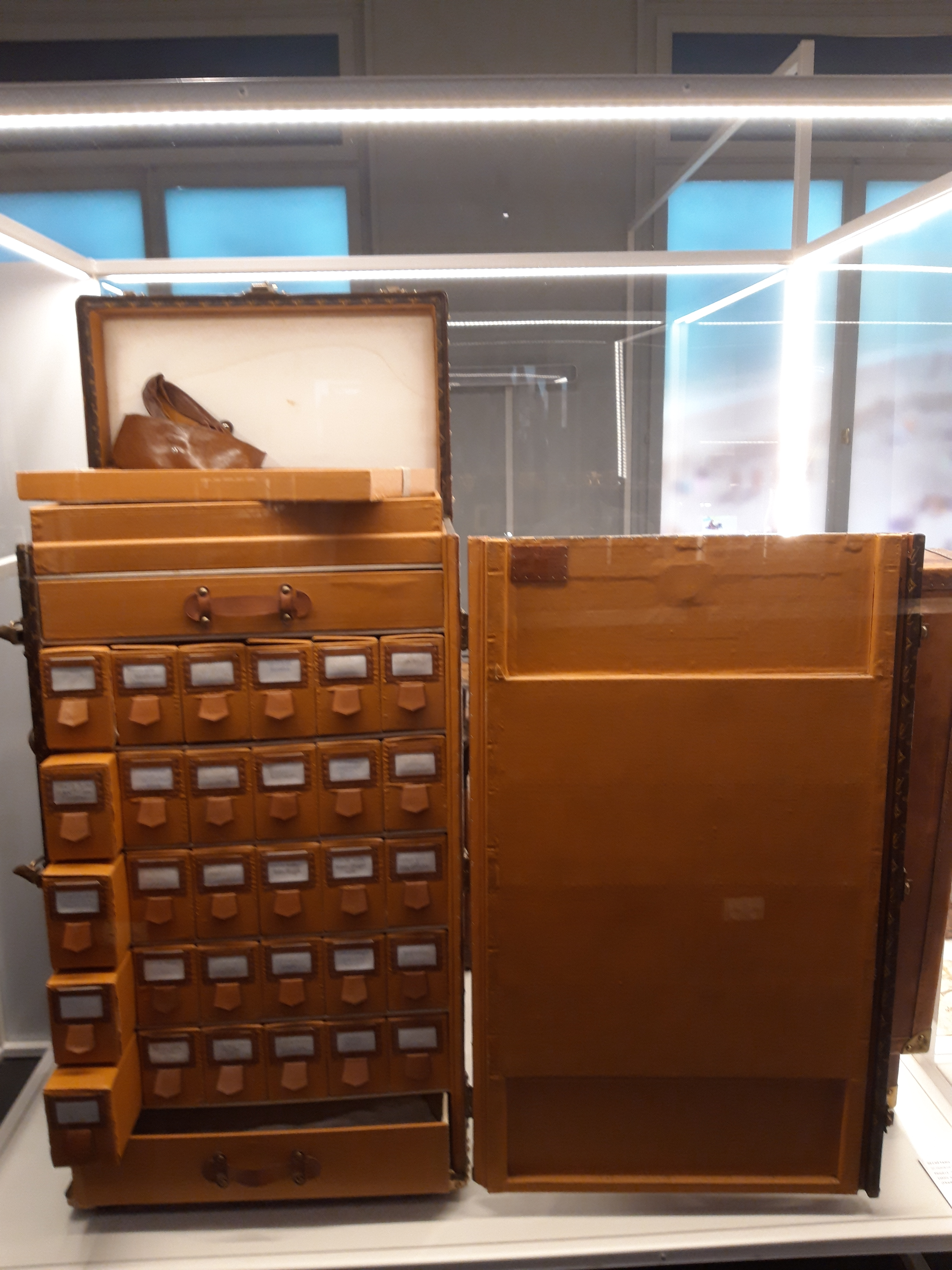
Secrétaire à chaussure Lily Pons (Louis Vuitton) 1925, Musée du bagage à Haguenau.